# Eunidia femoralis
Eunidia femoralis là một loài bọ cánh cứng trong họ Cerambycidae.